# Idiogramma
Idiogramma (лат.) (от др.-греч. ἰδιο- +γράμμα «индивидуальный рисунок») — род наездников из семейства Ichneumonidae (подсемейство Tryphoninae). Описано около 10 видов.

## Распространение
Распространены в Голарктике.

## Описание
Мелкие наездники, длина крыла 3—5 мм. Тело коренастое. Яйцеклад длинный, нередко достигает длины тела.

## Экология
Паразиты пилильщиков рода Xyela.

## Список видов
В составе рода:
- Idiogramma alysiina (Thomson, 1888)[2] — Европа
- Idiogramma bridwelli (Cushman, 1937)[3] — США
- Idiogramma comstockii Ashmead, 1895[4] — Северная Америка
- Idiogramma elbakyanae Khalaim, 2017 — Мексика
- Idiogramma eurum Kasparyan, 1992[5] — Приморский край (Россия)
- Idiogramma euryops Schmiedeknecht, 1888 — Европа (в т.ч. Россия), Канада, США
- Idiogramma longicauda (Cushman, 1937)[3] — США
- другие